# 안유진 (안무가)
안유진(1968년 ~ )은 대한민국의 안무가이자 무용가, 대학 교수이다. 대한민국에서 벨리댄스를 처음 소개하여 대중화한 것으로 유명하다.

## 생애
안유진은 1988년에 오스트레일리아로 이민을 떠나면서 제나 안(Xena Ahn)이라는 이름으로 알려졌다. 안유진은 이웃집에 살고 있던 여자 무용가로부터 벨리댄스를 처음 접했다. 1990년대 초반에는 튀르키예의 여러 도시에 위치한 예술학교에서 벨리댄스 강사 자격을 취득했다.
안유진은 1995년에 대한민국 최초의 벨리댄스 전문 교육 기관인 벨리댄스코리아(Bellydance Korea)를 설립하면서 대한민국에 벨리댄스를 처음 소개했다. 또한 한국인의 체형과 정서에 맞춰서 변형한 새로운 벨리댄스 스타일을 창조했다. 1998년에는 서울 힐튼호텔에서 월트디즈니 코리아가 주최한 벨리댄스 공연에 참가했다. 안유진은 서울종합예술실용학교 실용무용학부 교수, 대한벨리댄스협회 이사장, 벨리댄스코리아 대표를 역임하면서 여러 방송과 잡지에 출연하여 벨리댄스를 소개하는 한편 여러 명의 지도자와 무용가를 양성했다.
안유진은 2006년 2월에 광주여자대학교 무용공연학과 초급 벨리댄스 과정 전문 시간 강사로 임용되었다. 하지만 2007년 11월에 고등학교 졸업 학력임에도 불구하고 오스트레일리아 시드니에 위치한 대학교 총장 명의로 된 졸업증명서를 위조한 다음에 광주여자대학교에 제출하여 서울중앙지방검찰청으로부터 위조사문서 행사 혐의로 불구속 기소되기도 했다. 2008년 9월 13일에는 SBS에서 방송된 추석 특집 프로그램 《전국동안선발대회》에 출연하여 우승을 차지하기도 했다. 안유진은 고려대학교 일반대학원 문화콘텐츠학 석사 과정, 상명대학교 일반대학원 무용학 박사 과정을 졸업한 이후에 상명대학교에서 콘서바토리 무용학과 교수로 근무했고 문화체육관광부 소관 사단법인 한국실용무용연합회 회장을 역임했다.

## 저서
- 《나를 춤추게 하다 - 벨리댄스》 (2007년, 경향미디어)
- 《콘텐츠정책과 응용인문학》 (2014년, 푸른사상)

## 방송 경력
- 국내 최초 언론보도 코리아헤럴드 - 2001.8.17
- SBS TV 동안선발대회 1위 - 2008.9.13
- 터키공중파방송 "Flash  TV "생방송 뉴스 토크 /
- 오리엔탈스타 버라이어티쇼 출연 -       2005.8.28
- KBS TV 여유만만 - 2011.10.18
- 케이블 채널 Story on TV "수퍼맘다이어리" - 2011.7.5
- KBS TV 행복한 오후 - 2008.9.19
- SBS TV 공통점을 찾아라 “대가를 찾아서 벨리댄스 안유진” - 2008.9.13
- 일본 니혼TV 초청 “오네만즈” 특별출연
- C&M 케이블 TV 김민호의 “사람이야기”
- 그 외 2000회 이상 다수 방송 출연 및 언론매체 보도
- 유명연예인 지도
- (김혜수,하지원,손담비,이효리,가인,송선미,윤아정) 다수
- 세계벨리댄스대회 챔피언 국내최다 배출
- 저서 “나를 춤추게 하다” (경향미디어 刊)

## 수상
- 2009년 한국예술문화단체총연합회 특별공로상
- 2016년 한국문화예술위원회 지도자상
- 2016년 서울특별시장 표창장